# Поколение-45
«Поколение-45» (индон. Angkatan’45) — группа поэтов и прозаиков Индонезии, вышедших на литературную арену в период японской оккупации и войны за независимость. С их именами, прежде всего лидера группы поэта Хаирила Анвара, а также прозаика Ани Идруса, связано существенное обновление индонезийской литературы.
Термин впервые употребил Росихан Анвар в статье, опубликованной в журнале «Сиасат» (Тактика) 9 января 1949 года. До этого использовались термины «Поколение борьбы за независимость», «Поколение Хайрила Анвара», «Послевоенное поколение», «Поколение после Пуджанга Бару», «Поколение свободы», «Поколение Гелангганга».
Кредо движения изложено в т. н. «Верительных грамотах Гелангганга», принятых 18 февраля 1950 года, через год после смерти лидера Хайрила Анвара. В нём говорилось: «Мы — законные наследники мировой культуры, но будем развивать её своими собственными методами. В наших открытиях мы возможно не всегда оригинальны, но главное — мы гуманисты. Что касается методов поиска, обсуждения, анализа, то мы идём своим путём».
Среди наиболее известных писателей, входивших в движение, были Асрул Сани, Риваи Апин, Прамудья Ананта Тур, Усмар Исмаил, Мохтар Лубис, Ахдиат Картамихарджа, Трисно Сумарджо, Рустанди Картакусума, Утуй Татанг Сонтани, Ситор Ситуморанг.